# Gloria Romero
Gloria Anne Galla y Borrego, vd.ª de Gutiérrez (Denver, 16 de diciembre de 1933-Ciudad Quezon, 25 de enero de 2025), conocida artísticamente como Gloria Romero, fue una actriz filipina. Ha sido apodada "Reina del cine filipino" por su carrera larga de casi ochenta años, con actuaciones en más de 250 películas y producciones televisivas.

## Carrera
Romero comenzó como actriz de fondo a los 16 años. Después de varios papeles menores, obtuvo reconocimiento con un papel secundario en Madame X (1952). Ganó su primer Premio FAMAS a la Mejor Actriz por su actuación en Dalagang Ilocana (1954). Continuó protagonizando comedias románticas, adaptaciones de tiras cómicas y remakes de musicales anteriores a la guerra. Sus actuaciones en Alaalang Banal (1958), Ikaw Ang Aking Buhay (1959) e Iginuhit ng Tadhana (1965) también le valieron nominaciones al Premio FAMAS.
Tras su salida de Sampaguita Pictures a mediados de los años 60, Romero asumió roles más variados, incluidos personajes más oscuros y moralmente ambiguos en películas como Condemned (1984), Saan Nagtatago ang Pag-ibig? (1987) y Nagbabagang Luha (1988). Ganó un Premio FAMAS a la Mejor Actriz de Reparto por Nagbabagang Luha. En las décadas siguientes, también participó en muchas producciones televisivas, destacándose en dramas y comedias.
En los 2000, su carrera resurgió con papeles aclamados en Tanging Yaman (2000), Bahay ni Lola (2001), Magnifico (2003), Beautiful Life (2004) y Fuchsia (2009). Su última aparición en el cine fue en Rainbow's Sunset (2018).

## Legado
Se considera Romero una de las figuras más icónicas del cine filipino. Era la actriz mejor pagada de los años 50 y se ha apodado "Reina del cine filipino" por su duradera popularidad y su talento. Los críticos de cine como Behn Cervantes destacaron su habilidad para transmitir emociones con sutileza, y otras como Laurice Guillén elogió su estilo contenido.
Su actuación en Tanging Yaman (2000) fue descrita como profundamente conmovedora, mientras que Fred Hawson de ABS-CBN News señaló su "presencia poderosa en la pantalla" en Rainbow's Sunset (2018). Además, hay varias películas de que Romero se actuaron, como Bahay ni Lola (2001), que se consideran películas clásicas del cine filipino.

## Vida personal
Gloria Romero nació en Denver, Colorado, de padre filipino y madre española estadounidense. Se casó con el actor Juancho Gutiérrez en 1960, con quien tuvo un hijo. Su nieto, Chris Gutierréz, también trabaja en la industria del entretenimiento.
Falleció el 25 de enero de 2025 a la edad de 91 años.

## Premios y reconocimientos
- Premio FAMAS a la Mejor Actriz por Dalagang Ilocana (1954)
- Premio FAMAS a la Mejor Actriz de Reparto por Nagbabagang Luha (1988)
- Premios Gawad Urian a la Mejor Actriz por Tanging Yaman (2000)
- Premios Luna por su trayectoria profesional

## Filmografía destacada
- Madame X (1952)
- Dalagang Ilocana (1954)
- Condemned (1984)
- Nagbabagang Luha (1988)
- Tanging Yaman (2000)
- Rainbow's Sunset (2018)